# Actia brevis
Actia brevis är en tvåvingeart som beskrevs av Malloch 1930. Actia brevis ingår i släktet Actia och familjen parasitflugor. Inga underarter finns listade i Catalogue of Life.